# 6e étape du Tour de France 2022
Pour un article plus général, voir Tour de France 2022.
La 6e étape du Tour de France 2022 se déroule le jeudi 7 juillet 2022 entre Binche (Belgique) et Longwy (Meurthe-et-Moselle), sur une distance de 219,9 kilomètres.

## Parcours
La 6e étape est la plus longue de la 109e édition du Tour de France. Au départ de Belgique, à Binche (déjà ville-étape en 2019), le parcours rallie Longwy (déjà ville-étape en 1982 et 2017), à travers le massif des Ardennes. Le final accidenté prend place dans la vallée de la Chiers. Quatre ascensions jalonnent le parcours : la côte des Mazures (2 km à 7,6 %, 3e catégorie), la côte de Montigny-sur-Chiers (1,6 km à 4,4 %, 4e catégorie), la côte de Pulventeux (800 m à 12,3 %, 3e catégorie) et la côte finale des Religieuses (1,6 km à 5,8 %, indiquée sur le parcours mais ne comptant pas pour le classement du meilleur grimpeur). Le sprint intermédiaire se situe à Carignan (km 145,9).
La victoire d'étape devrait revenir à un puncheur - sprinteur.

## Déroulement de la course
Les coureurs du peloton paient les stigmates de la veille ; ainsi, ce sont l'Australien Jack Haig (Bahrain Victorious) et l'Autrichien Michael Gogl (Alpecin-Deceuninck) qui ont dû abandonner sur l'étape des pavés. L'Italien Daniel Oss (TotalEnergies) est non-partant.
Alors que le Français Mathieu Burgaudeau (TotalEnergies) chute et que le Néerlandais Mathieu van der Poel (Alpecin-Deceuninck) est déjà distancé, le peloton est nerveux et une cassure s'opère, sous l'impulsion du maillot jaune belge Wout van Aert (Jumbo-Visma), elle ne dure que quelques kilomètres.
Malgré de nombreuses tentatives pour la formation de l'échappée, aucune ne dure vraiment longtemps, Wout van Aert imposant le rythme dans le peloton pour éviter qu'un coureur proche au classement général parte à l'avant. Après près de soixante-dix kilomètres de course, tous les coureurs se trouvent regroupés dans le peloton.
Un groupe composé de l'Américain Quinn Simmons (Trek-Segafredo), du Danois Jakob Fuglsang (Israel-Premier Tech) et de Wout van Aert semble avoir pris du large sur le peloton. Au sommet de la côte des Mazures (2 km à 7,6 %, 3e catégorie, Simmons passe en tête devant Fuglsang, avec une avance de deux minutes et trente secondes sur le peloton. Au passage dans Charleville-Mézières, l'écart augmente à quatre minutes.
Au sprint intermédiaire de Carignan (km 145,9), Wout van Aert devance Jakob Fuglsang, avec une avance de près de deux minutes et trente secondes sur le peloton, dans lequel le Belge Jasper Philipsen (Alpecin-Deceuninck) règle le sprint devant le Néerlandais Fabio Jakobsen (Quick-Step Alpha Vinyl).
Dans l'échappée, Jakob Fuglsang cesse tout effort et se laisse rattraper par le peloton à plus de soixante kilomètres de l'arrivée. À trente kilomètres du but, Quinn Simmons ne peut plus suivre le maillot jaune. Seul, Wout van Aert passe en tête au sommet de la côte de Montigny-sur-Chiers (1,6 km à 4,4 %, 4e catégorie) ; il est toutefois rattrapé à onze kilomètres de l'arrivée et ne peut même pas suivre le peloton.
Au pied de la côte de Pulventeux (800 m à 12,3 %, 3e catégorie), le Russe Aleksandr Vlasov (Bora-Hansgrohe) est pris dans une chute, il parvient à revenir dans la montée. Le Français Alexis Vuillermoz (TotalEnergies) lance les hostilités et passe en tête au sommet ; derrière, le Slovène Tadej Pogačar (UAE Emirates) se dévoile, le Danois Jonas Vingegaard (Jumbo-Visma) et le Français David Gaudu (Groupama-FDJ) semblent les plus à mêmes de le suivre dans les pentes les plus rudes.
À 1 500 mètres de l'arrivée, Vuillermoz est repris par un peloton encore fortement constitué, malgré les difficultés traversées. La victoire d'étape se joue au sprint : le Slovène Primož Roglič (Jumbo-Visma) commence, Tadej Pogačar prend rapidement les devants, il est suivi par l'Australien Michael Matthews (BikeExchange Jayco) et David Gaudu. Finalement, Tadej Pogačar s'impose de manière royale dans les rues de Longwy, devant Matthews et Gaudu (tous finissent dans le même temps). Comme la veille, l'Australien Ben O'Connor (AG2R Citroën) concède du temps, avec deux minutes et trente-sept secondes sur l'étape du jour.
Au niveau des différents classements, Wout van Aert perd le maillot jaune au profit de Tadej Pogačar ; le Belge garde le maillot vert, quant au Slovène, il en profite pour conforter le maillot blanc. Le Danois Magnus Cort Nielsen (EF Education-EasyPost), fort de ses onze points au grand prix de la montagne, n'a pas été inquiété aujourd'hui. L'équipe Ineos Grenadiers reste en tête du classement par équipes. Wout van Aert est récompensé du prix de la combativité.

## Résultats

### Classement de l'étape
| Classement de la 6e étape | Classement de la 6e étape | Classement de la 6e étape | Classement de la 6e étape | Classement de la 6e étape |
|                           | Coureur                   | Pays                      | Équipe                    | Temps                     |
| ------------------------- | ------------------------- | ------------------------- | ------------------------- | ------------------------- |
| 1er                       | Tadej Pogačar             | Slovénie                  | UAE Team Emirates         | en 4 h 27 min 13 s        |
| 2e                        | Michael Matthews          | Australie                 | Team BikeExchange-Jayco   | + 0 s                     |
| 3e                        | David Gaudu               | France                    | Groupama-FDJ              | + 0 s                     |
| 4e                        | Tom Pidcock               | Grande-Bretagne           | Ineos Grenadiers          | + 0 s                     |
| 5e                        | Nairo Quintana            | Colombie                  | Arkéa-Samsic              | + 0 s                     |
| 6e                        | Dylan Teuns               | Belgique                  | Bahrain Victorious        | + 0 s                     |
| 7e                        | Jonas Vingegaard          | Danemark                  | Jumbo-Visma               | + 0 s                     |
| 8e                        | Daniel Martínez           | Colombie                  | Ineos Grenadiers          | + 0 s                     |
| 9e                        | Primož Roglič             | Slovénie                  | Jumbo-Visma               | + 0 s                     |
| 10e                       | Romain Bardet             | France                    | Team DSM                  | + 0 s                     |
| modifier                  |                           |                           |                           |                           |

### Bonifications en temps
|   | Coureur          | Pays      | Équipe                  | Secondes |
| - | ---------------- | --------- | ----------------------- | -------- |
| 1 | Tadej Pogačar    | Slovénie  | UAE Team Emirates       | 10 s     |
| 2 | Michael Matthews | Australie | Team BikeExchange-Jayco | 6 s      |
| 3 | David Gaudu      | France    | Groupama-FDJ            | 4 s      |

### Points attribués
| Sprint intermédiaire Carignan (km 145,9) | Sprint intermédiaire Carignan (km 145,9) | Sprint intermédiaire Carignan (km 145,9) | Sprint intermédiaire Carignan (km 145,9) | Sprint intermédiaire Carignan (km 145,9) |
| ---------------------------------------- | ---------------------------------------- | ---------------------------------------- | ---------------------------------------- | ---------------------------------------- |
|                                          | Coureur                                  | Pays                                     | Équipe                                   | Point(s)                                 |
| 1er                                      | Wout van Aert                            | Belgique                                 | Jumbo-Visma                              | 20                                       |
| 2e                                       | Jakob Fuglsang                           | Danemark                                 | Israel-Premier Tech                      | 17                                       |
| 3e                                       | Quinn Simmons                            | États-Unis                               | Trek-Segafredo                           | 15                                       |
| 4e                                       | Jasper Philipsen                         | Belgique                                 | Alpecin-Deceuninck                       | 13                                       |
| 5e                                       | Fabio Jakobsen                           | Pays-Bas                                 | Quick-Step Alpha Vinyl                   | 11                                       |
| 6e                                       | Christophe Laporte                       | France                                   | Jumbo-Visma                              | 10                                       |
| 7e                                       | Michael Mørkøv                           | Danemark                                 | Quick-Step Alpha Vinyl                   | 9                                        |
| 8e                                       | Adrien Petit                             | France                                   | Intermarché-Wanty-Gobert Matériaux       | 8                                        |
| 9e                                       | Nils Politt                              | Allemagne                                | Bora-Hansgrohe                           | 7                                        |
| 10e                                      | Jonas Rutsch                             | Allemagne                                | EF Education-EasyPost                    | 6                                        |
| 11e                                      | Vegard Stake Laengen                     | Norvège                                  | UAE Team Emirates                        | 5                                        |
| 12e                                      | Guillaume Van Keirsbulck                 | Belgique                                 | Alpecin-Deceuninck                       | 4                                        |
| 13e                                      | Andrea Pasqualon                         | Italie                                   | Intermarché-Wanty-Gobert Matériaux       | 3                                        |
| 14e                                      | Mikkel Bjerg                             | Danemark                                 | UAE Team Emirates                        | 2                                        |
| 15e                                      | Brandon McNulty                          | États-Unis                               | UAE Team Emirates                        | 1                                        |
| modifier                                 |                                          |                                          |                                          |                                          |

| Arrivée d'étape Longwy - Côte des Religieuses (km 219,9) | Arrivée d'étape Longwy - Côte des Religieuses (km 219,9) | Arrivée d'étape Longwy - Côte des Religieuses (km 219,9) | Arrivée d'étape Longwy - Côte des Religieuses (km 219,9) | Arrivée d'étape Longwy - Côte des Religieuses (km 219,9) |
| -------------------------------------------------------- | -------------------------------------------------------- | -------------------------------------------------------- | -------------------------------------------------------- | -------------------------------------------------------- |
|                                                          | Coureur                                                  | Pays                                                     | Équipe                                                   | Point(s)                                                 |
| 1er                                                      | Tadej Pogačar                                            | Slovénie                                                 | UAE Team Emirates                                        | 50                                                       |
| 2e                                                       | Michael Matthews                                         | Australie                                                | Team BikeExchange-Jayco                                  | 30                                                       |
| 3e                                                       | David Gaudu                                              | France                                                   | Groupama-FDJ                                             | 20                                                       |
| 4e                                                       | Tom Pidcock                                              | Grande-Bretagne                                          | Ineos Grenadiers                                         | 18                                                       |
| 5e                                                       | Nairo Quintana                                           | Colombie                                                 | Arkéa-Samsic                                             | 16                                                       |
| 6e                                                       | Dylan Teuns                                              | Belgique                                                 | Bahrain Victorious                                       | 14                                                       |
| 7e                                                       | Jonas Vingegaard                                         | Danemark                                                 | Jumbo-Visma                                              | 12                                                       |
| 8e                                                       | Daniel Martínez                                          | Colombie                                                 | Ineos Grenadiers                                         | 10                                                       |
| 9e                                                       | Primož Roglič                                            | Slovénie                                                 | Jumbo-Visma                                              | 8                                                        |
| 10e                                                      | Romain Bardet                                            | France                                                   | Team DSM                                                 | 7                                                        |
| 11e                                                      | Enric Mas                                                | Espagne                                                  | Movistar                                                 | 6                                                        |
| 12e                                                      | Adam Yates                                               | Grande-Bretagne                                          | Ineos Grenadiers                                         | 5                                                        |
| 13e                                                      | Pierre Latour                                            | France                                                   | TotalEnergies                                            | 4                                                        |
| 14e                                                      | Neilson Powless                                          | États-Unis                                               | EF Education-EasyPost                                    | 3                                                        |
| 15e                                                      | Geraint Thomas                                           | Grande-Bretagne                                          | Ineos Grenadiers                                         | 2                                                        |
| modifier                                                 |                                                          |                                                          |                                                          |                                                          |

### Cols et côtes
| Côte des Mazures (km 87,2) 3e catégorie (2,0 km à 7,6 %) | Côte des Mazures (km 87,2) 3e catégorie (2,0 km à 7,6 %) | Côte des Mazures (km 87,2) 3e catégorie (2,0 km à 7,6 %) | Côte des Mazures (km 87,2) 3e catégorie (2,0 km à 7,6 %) | Côte des Mazures (km 87,2) 3e catégorie (2,0 km à 7,6 %) |
| -------------------------------------------------------- | -------------------------------------------------------- | -------------------------------------------------------- | -------------------------------------------------------- | -------------------------------------------------------- |
|                                                          | Coureur                                                  | Pays                                                     | Équipe                                                   | Point(s)                                                 |
| 1er                                                      | Quinn Simmons                                            | États-Unis                                               | Trek-Segafredo                                           | 2                                                        |
| 2e                                                       | Jakob Fuglsang                                           | Danemark                                                 | Israel-Premier Tech                                      | 1                                                        |
| modifier                                                 |                                                          |                                                          |                                                          |                                                          |

| Côte de Montigney-sur-Chiers (km 205) 4e catégorie (1,6 km à 4,4 %) | Côte de Montigney-sur-Chiers (km 205) 4e catégorie (1,6 km à 4,4 %) | Côte de Montigney-sur-Chiers (km 205) 4e catégorie (1,6 km à 4,4 %) | Côte de Montigney-sur-Chiers (km 205) 4e catégorie (1,6 km à 4,4 %) | Côte de Montigney-sur-Chiers (km 205) 4e catégorie (1,6 km à 4,4 %) |
| ------------------------------------------------------------------- | ------------------------------------------------------------------- | ------------------------------------------------------------------- | ------------------------------------------------------------------- | ------------------------------------------------------------------- |
|                                                                     | Coureur                                                             | Pays                                                                | Équipe                                                              | Point(s)                                                            |
| 1er                                                                 | Wout van Aert                                                       | Belgique                                                            | Jumbo-Visma                                                         | 1                                                                   |
| modifier                                                            |                                                                     |                                                                     |                                                                     |                                                                     |

| \| Côte de Pulventeux (km 214,6) 3e catégorie (0,8 km à 12,3 %) \| Côte de Pulventeux (km 214,6) 3e catégorie (0,8 km à 12,3 %) \| Côte de Pulventeux (km 214,6) 3e catégorie (0,8 km à 12,3 %) \| Côte de Pulventeux (km 214,6) 3e catégorie (0,8 km à 12,3 %) \| Côte de Pulventeux (km 214,6) 3e catégorie (0,8 km à 12,3 %) \| \| ------------------------------------------------------------ \| ------------------------------------------------------------ \| ------------------------------------------------------------ \| ------------------------------------------------------------ \| ------------------------------------------------------------ \| \| \| Coureur \| Pays \| Équipe \| Point(s) \| \| 1er \| Alexis Vuillermoz \| France \| TotalEnergies \| 2 \| \| 2e \| David Gaudu \| France \| Groupama-FDJ \| 1 \| \| modifier \| \| \| \| \| |                   |        |               |          |
| Côte de Pulventeux (km 214,6) 3e catégorie (0,8 km à 12,3 %) |                   |        |               |          |
| | Coureur           | Pays   | Équipe        | Point(s) |
| 1er | Alexis Vuillermoz | France | TotalEnergies | 2        |
| 2e | David Gaudu       | France | Groupama-FDJ  | 1        |
| modifier |                   |        |               |          |

### Prix de la combativité
- Wout van Aert  (Jumbo-Visma)

## Classements à l'issue de l'étape

### Classement général
| Classement général | Classement général | Classement général | Classement général    | Classement général  |
|                    | Coureur            | Pays               | Équipe                | Temps               |
| ------------------ | ------------------ | ------------------ | --------------------- | ------------------- |
| 1er                | Tadej Pogačar      | Slovénie           | UAE Team Emirates     | en 20 h 44 min 44 s |
| 2e                 | Neilson Powless    | États-Unis         | EF Education-EasyPost | + 4 s               |
| 3e                 | Jonas Vingegaard   | Danemark           | Jumbo-Visma           | + 31 s              |
| 4e                 | Adam Yates         | Grande-Bretagne    | Ineos Grenadiers      | + 39 s              |
| 5e                 | Tom Pidcock        | Grande-Bretagne    | Ineos Grenadiers      | + 40 s              |
| 6e                 | Geraint Thomas     | Grande-Bretagne    | Ineos Grenadiers      | + 46 s              |
| 7e                 | Aleksandr Vlasov   | Bannière neutre    | Bora-Hansgrohe        | + 52 s              |
| 8e                 | Daniel Martínez    | Colombie           | Ineos Grenadiers      | + 1 min 0 s         |
| 9e                 | Romain Bardet      | France             | Team DSM              | + 1 min 1 s         |
| 10e                | David Gaudu        | France             | Groupama-FDJ          | + 1 min 2 s         |
| modifier           |                    |                    |                       |                     |

| Classement par points | Classement par points | Classement par points | Classement par points              | Classement par points |
| --------------------- | --------------------- | --------------------- | ---------------------------------- | --------------------- |
|                       | Coureur               | Pays                  | Équipe                             | Point(s)              |
| 1er                   | Wout van Aert         | Belgique              | Jumbo-Visma                        | 198 points            |
| 2e                    | Fabio Jakobsen        | Pays-Bas              | Quick-Step Alpha Vinyl             | 137 pts               |
| 3e                    | Jasper Philipsen      | Belgique              | Alpecin-Deceuninck                 | 89 pts                |
| 4e                    | Magnus Cort Nielsen   | Danemark              | EF Education-EasyPost              | 86 pts                |
| 5e                    | Peter Sagan           | Slovaquie             | TotalEnergies                      | 86 pts                |
| 6e                    | Christophe Laporte    | France                | Jumbo-Visma                        | 83 pts                |
| 7e                    | Tadej Pogačar         | Slovénie              | UAE Team Emirates                  | 78 pts                |
| 8e                    | Simon Clarke          | Australie             | Israel-Premier Tech                | 67 pts                |
| 9e                    | Dylan Groenewegen     | Pays-Bas              | Team BikeExchange-Jayco            | 60 pts                |
| 10e                   | Taco van der Hoorn    | Australie             | Intermarché-Wanty-Gobert Matériaux | 50 pts                |
| modifier              |                       |                       |                                    |                       |

| Classement du meilleur grimpeur | Classement du meilleur grimpeur | Classement du meilleur grimpeur | Classement du meilleur grimpeur | Classement du meilleur grimpeur |
| ------------------------------- | ------------------------------- | ------------------------------- | ------------------------------- | ------------------------------- |
|                                 | Coureur                         | Pays                            | Équipe                          | Point(s)                        |
| 1er                             | Magnus Cort Nielsen             | Danemark                        | EF Education-EasyPost           | 11 points                       |
| 2e                              | Alexis Vuillermoz               | France                          | TotalEnergies                   | 2 pts                           |
| 3e                              | Wout van Aert                   | Belgique                        | Jumbo-Visma                     | 2 pts                           |
| 4e                              | Quinn Simmons                   | États-Unis                      | Trek-Segafredo                  | 1 pt                            |
| 5e                              | David Gaudu                     | France                          | Groupama-FDJ                    | 1 pt                            |
| 6e                              | Jakob Fuglsang                  | Danemark                        | Israel-Premier Tech             | 1 pt                            |
| modifier                        |                                 |                                 |                                 |                                 |

| Classement général du meilleur jeune | Classement général du meilleur jeune | Classement général du meilleur jeune | Classement général du meilleur jeune | Classement général du meilleur jeune |
|                                      | Coureur                              | Pays                                 | Équipe                               | Temps                                |
| ------------------------------------ | ------------------------------------ | ------------------------------------ | ------------------------------------ | ------------------------------------ |
| 1er                                  | Tadej Pogačar                        | Slovénie                             | UAE Team Emirates                    | en 20 h 44 min 44 s                  |
| 2e                                   | Tom Pidcock                          | Grande-Bretagne                      | Ineos Grenadiers                     | + 40 s                               |
| 3e                                   | Jasper Philipsen                     | Belgique                             | Alpecin-Deceuninck                   | + 1 min 58 s                         |
| 4e                                   | Brandon McNulty                      | États-Unis                           | UAE Team Emirates                    | + 2 min 59 s                         |
| 5e                                   | Andreas Leknessund                   | Norvège                              | Team DSM                             | + 4 min 24 s                         |
| 6e                                   | Matteo Jorgenson                     | États-Unis                           | Movistar                             | + 7 min 42 s                         |
| 7e                                   | Florian Vermeersch                   | Belgique                             | Lotto-Soudal                         | + 10 min 6 s                         |
| 8e                                   | Luca Mozzato                         | Italie                               | B&B Hotels-KTM                       | + 10 min 18 s                        |
| 9e                                   | Fred Wright                          | Grande-Bretagne                      | Bahrain Victorious                   | + 11 min 6 s                         |
| 10e                                  | Kevin Geniets                        | Luxembourg                           | Groupama-FDJ                         | + 12 min 43 s                        |
| modifier                             |                                      |                                      |                                      |                                      |

| Classement par équipes | Classement par équipes | Classement par équipes | Classement par équipes |
|                        | Équipe                 | Pays                   | Temps                  |
| ---------------------- | ---------------------- | ---------------------- | ---------------------- |
| 1re                    | Ineos Grenadiers       | Grande-Bretagne        | en 62 h 15 min 57 s    |
| 2e                     | Jumbo-Visma            | Pays-Bas               | + 1 min 1 s            |
| 3e                     | Bora-Hansgrohe         | Allemagne              | + 2 min 21 s           |
| 4e                     | EF Education-EasyPost  | États-Unis             | + 2 min 59 s           |
| 5e                     | Trek-Segafredo         | États-Unis             | + 3 min 5 s            |
| 6e                     | Bahrain Victorious     | Bahreïn                | + 3 min 23 s           |
| 7e                     | Team DSM               | Pays-Bas               | + 3 min 54 s           |
| 8e                     | UAE Team Emirates      | Émirats arabes unis    | + 5 min 7 s            |
| 9e                     | Arkéa-Samsic           | France                 | + 5 min 12 s           |
| 10e                    | Groupama-FDJ           | France                 | + 5 min 50 s           |
| modifier               |                        |                        |                        |

## Abandons
Deux coureurs quittent le Tour lors de la 6e étape :
- Alex Kirsch (Trek-Segafredo) : abandon
- Daniel Oss (TotalEnergies) : non partant[6]